# Motmoter
Familien Motmoter (Momotidae) er en familie af Skrigefugle uden danske medlemmer.

## Klassifikation
Familie: Momotidae
- Slægt: Hylomanes
  - Todimotmot, Hylomanes momotula
- Slægt: Aspatha
  - Blåstrubet motmot, Aspatha gularis
- Slægt: Electron
  - Kølnæbbet motmot, Electron carinatum
  - Brednæbbet motmot, Electron platyrhynchum
- Slægt: Eumomota
  - Blåbrynet motmot, Eumomota superciliosa
- Slægt: Baryphthengus
  - Rødbrun motmot, Baryphthengus martii
  - Rustbåndet motmot, Baryphthengus ruficapillus
- Slægt: Momotus
  - Mexicansk motmot, Momotus mexicanus
  - Blåkronet motmot ,Momotus momota
    - Blåkronet motmot, Momotus momota coeruliceps
    - Momotus momota lessonii
    - Momotus momota subrufescens
    - Momotus momota momota
    - Bjergmotmot, Momotus momota aequatorialis